# Auswanderer (Bootstyp)

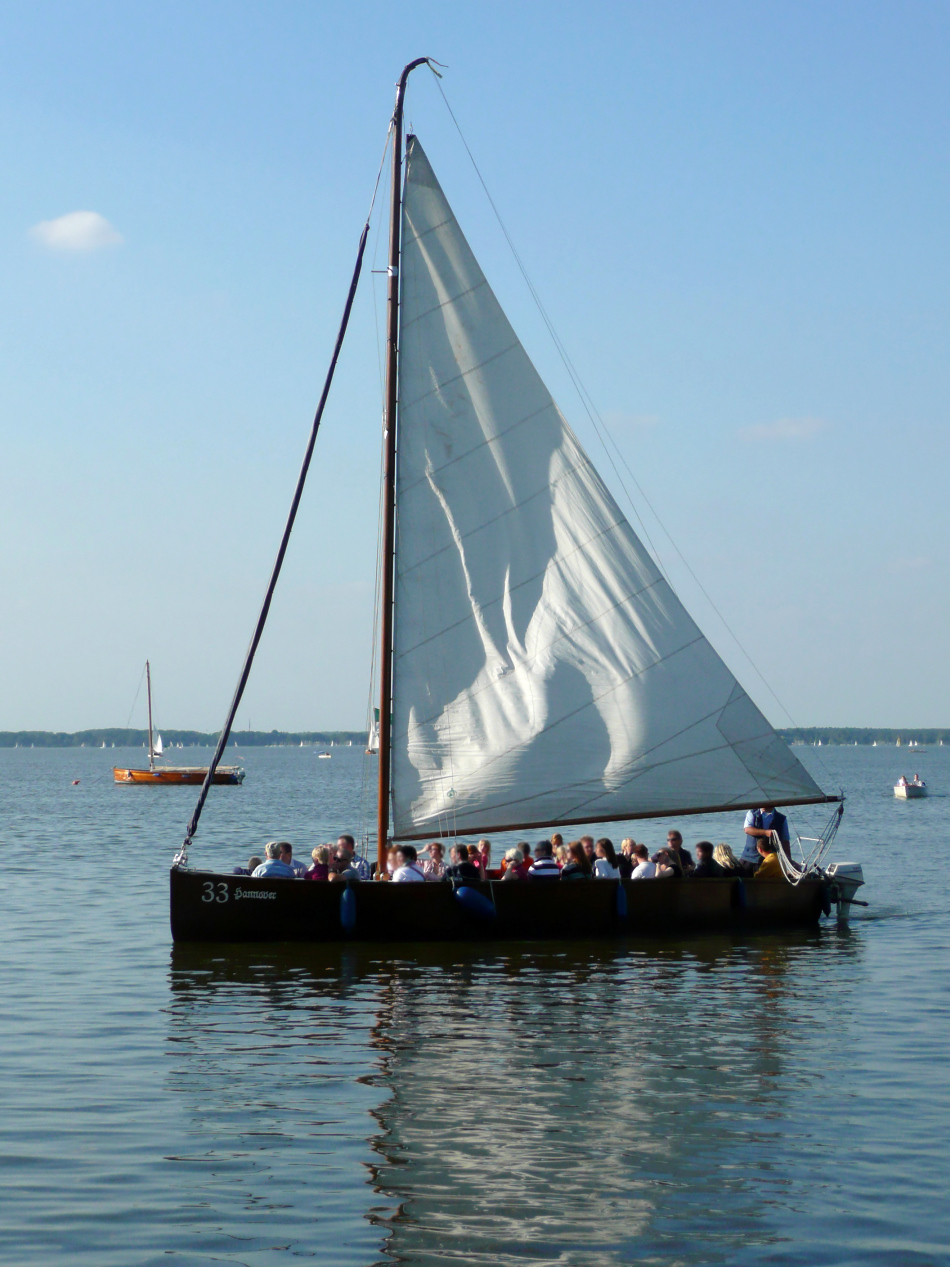
Auswanderer mit Touristen auf dem Steinhuder Meer (ohne typische Gaffeltakelung)

Der Auswanderer ist ein Bootstyp einer offenen Jolle, der ausschließlich auf dem Steinhuder Meer als Ausflugsboot eingesetzt wird. Die Bezeichnung geht auf die Anfangszeit des Tourismus am Steinhuder Meer zurück: Die Segelboote fuhren damals vom Schaumburg-Lippischen Steinhude ins Preußisch-Hannoversche „Ausland“ und wanderten somit aus.
Die Holzjollen wurden sowohl in Rund- und Knickspant-Plattbodenbauweise gebaut und haben eine Länge von 8 bis 11 m, eine Breite von 2,5 bis 3 m. Charakteristisch für diese Boote sind die Gaffelsegel mit einer Segelfläche von rund 42 m².
Die Skipper dieser Boote haben sich zur Steinhuder Personenschifffahrt zusammengetan. Sie befördern Touristen zur Insel Wilhelmstein und von Steinhude nach Mardorf.
Ein weiteres nur auf dem Steinhuder Meer zu findendes Arbeitsboot ist der Steinhuder Torfkahn.